# Акимовщино
Акимо́вщино (рос. Акимовщино) — село складі Наровчатського району Пензенської області, Росія.
Населення — 43 особи (2010; 71 у 2002).
Національний склад станом на 2002 рік:
- росіяни — 99 %